# 진온 (삼국지)
진온(陳溫, ? ~ 192년) 혹은 진의(陳禕)는 중국 후한 말의 정치인이다. 자는 원제(元悌)이며 예주 여남군 사람이다. 양주자사(揚州―)를 지내다 병사하였다. 혹은 원술에게 죽었다고도 한다.

## 생애
양주자사로 있었다. 190년(초평 원년) 동탁의 횡포에 반동탁 연합군이 궐기했다. 여기에 참가한 조조가 형양(滎陽)으로 진격했다가 서영에게 깨지고 병사가 부족해졌다. 하후돈, 평소 친했던 조홍이 양주로 와서 모병하므로 사천여 명을 지원해줬다. 이후 허정이 의탁해온 것을 받아줬다. 192년에 병사하였다. 원술이 진우(陳瑀)를 양주자사에 앉혔다. 혹은 193년에 조조에게 깨지고 구강군으로 달아난 원술이 진온을 죽이고 양주를 취했다고도 하는데 사마광은 병사했다는 기록을 선택했다.

## 참고 문헌
- 왕찬, 《영웅기》 ; 배송지 주석, 《삼국지》6권 위서 제6 원술에서 인용